# Liste von Krankenhäusern im Ennepe-Ruhr-Kreis
Die Liste von Krankenhäusern im Ennepe-Ruhr-Kreis nennt Krankenhäuser und ihre Träger im Ennepe-Ruhr-Kreis.
Die Aufsicht unterliegt der Kreisverwaltung.

## Liste
| Bezeichnung                              | Bettenzahl | Stadt         | Gründung | Träger                                                          | Abbildung |
| ---------------------------------------- | ---------- | ------------- | -------- | --------------------------------------------------------------- | --------- |
| Evangelisches Krankenhaus Hattingen      | 264        | Hattingen     | 1901     | Evangelische Stiftung Augusta                                   |           |
| Klinik Blankenstein                      | 169        | Hattingen     | 1884     | Katholisches Klinikum Bochum                                    |           |
| VAMED Klinik Hattingen                   | 270        | Hattingen     | 1993     | VAMED                                                           |           |
| St. Elisabeth-Krankenhaus Niederwenigern | 178        | Hattingen     | 1868     | Katholische Kliniken Ruhrhalbinsel                              |           |
| Gemeinschaftskrankenhaus Herdecke        | 471        | Herdecke      | 1969     | Gemeinschaftskrankenhaus Herdecke gemeinnützige GmbH            |           |
| Helios Klinikum Schwelm                  | 401        | Schwelm       | 1977     | Helios Kliniken                                                 |           |
| Orthopädische Klinik Volmarstein         | 135        | Wetter (Ruhr) | 1931     | Evangelische Stiftung Volmarstein                               |           |
| Marienhospital Witten                    | 362        | Witten        | 1858     | St. Vincenz Gruppe Ruhr GmbH                                    |           |
| Evangelisches Krankenhaus Witten         | 302        | Witten        | 1863     | Evangelische Krankenhausgemeinschaft Herne/Castrop-Rauxel gGmbH |           |